# Rallye Sanremo 1976
Le Rallye Sanremo 1976 (18. Rallye San Remo), disputé du 6 au 9 octobre 1976, est la trente-neuvième manche du championnat du monde des rallyes (WRC) courue depuis 1973, et la huitième manche du championnat du monde des rallyes 1976 (WRC).

## Contexte avant la course

### Le championnat du monde

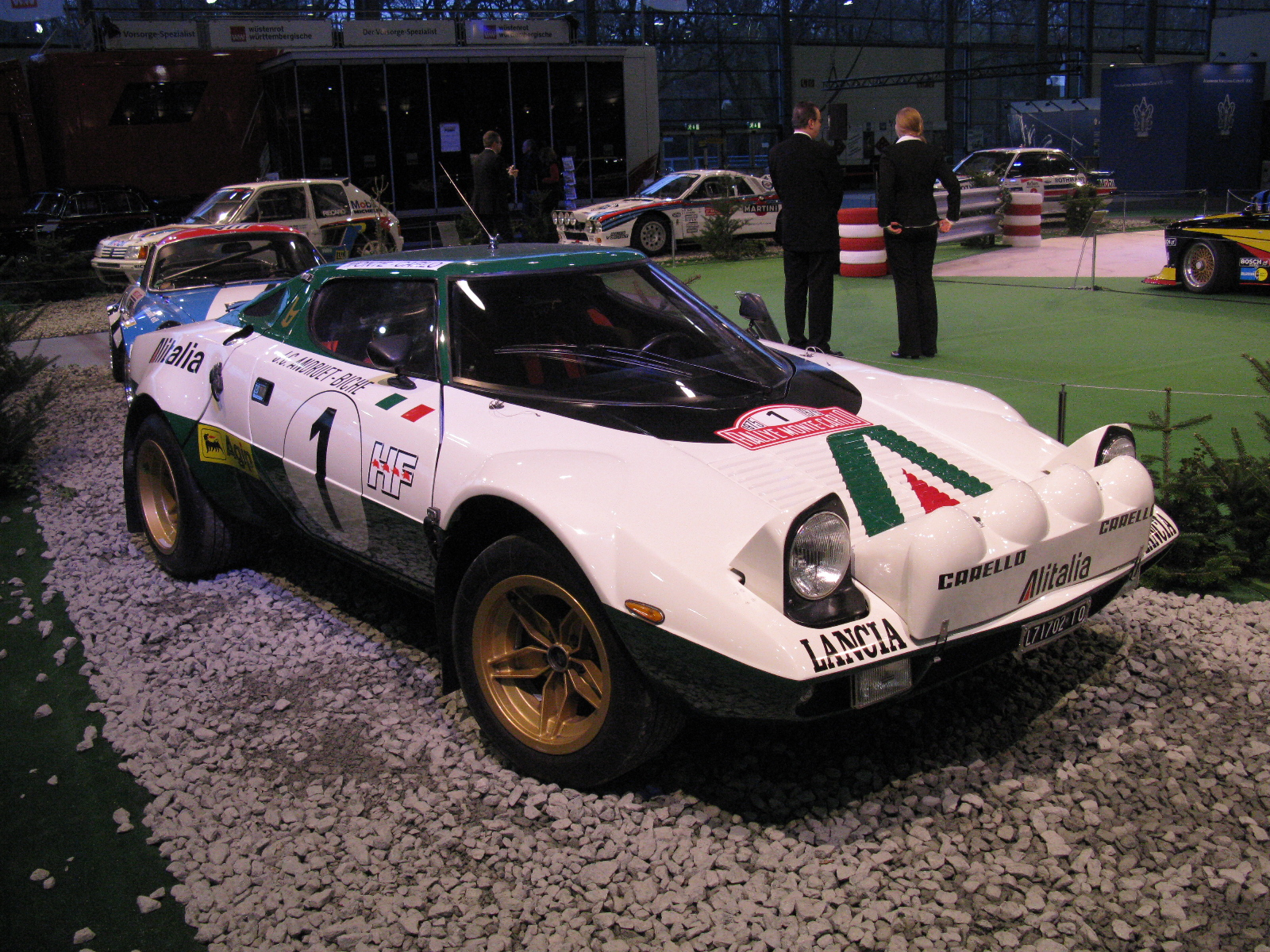
Avec la Stratos, Lancia est en passe de remporter un troisième titre mondial.

Créé en 1973, le championnat mondial des rallyes pour marques regroupe les plus grandes épreuves routières internationales. Dix manches sont inscrites au calendrier 1976, la majorité se disputant sur terre. Les rallyes du championnat sont réservés aux voitures des catégories suivantes :
- Groupe 1 : voitures de tourisme de série
- Groupe 2 : voitures de tourisme spéciales
- Groupe 3 : voitures de grand tourisme de série
- Groupe 4 : voitures de grand tourisme spéciales

Comptant vingt points d'avance sur Opel, la Scuderia Lancia est en passe de remporter un troisième titre mondial consécutif, disposant avec la Stratos d'une arme capable de s'imposer sur tous les terrains. Grâce à sa nouvelle 131 Abarth, victorieuse aux 1000 lacs, Fiat s'avère désormais un concurrent redoutable, mais la participation réduite du premier constructeur italien l'a privé de toute chance de bien figurer au championnat.

### L'épreuve
Bien que créée en 1928 sous le nom de Rally dei Fiori (Rallye des Fleurs), cette épreuve ne fut régulièrement organisée qu'à partir de 1961, à l'initiative de clubs automobiles locaux. En 1968, le Rallye des Fleurs devint Rallye Sanremo, puis Sanremo-Sestriere en 1970 et à nouveau Rallye Sanremo en 1972. L'épreuve se dispute sur un parcours mixte, alternant routes et pistes en terre battue. Officiellement appelée 14e Rallye Sanremo (bien que disputée pour la dix-huitième fois en considérant les deux épreuves d'avant-guerre et les deux Sanremo-Sestriere), l'édition 1976 ne compte plus que 9 % de tronçons sur terre, les organisateurs ayant supprimé les secteurs empruntant les mauvaises pistes qui rebutaient bon nombre d'équipages amateurs et resserré le parcours autour de San Remo. Les épreuves chronométrées sur route sont interdites en Italie, une restriction contournée par l'établissement de secteurs à temps imparti, une façon déguisée d'organiser les traditionnelles épreuves spéciales.

## Le parcours
- départ : 6 octobre 1976 de Sanremo
- arrivée : 9 octobre 1976 à Sanremo

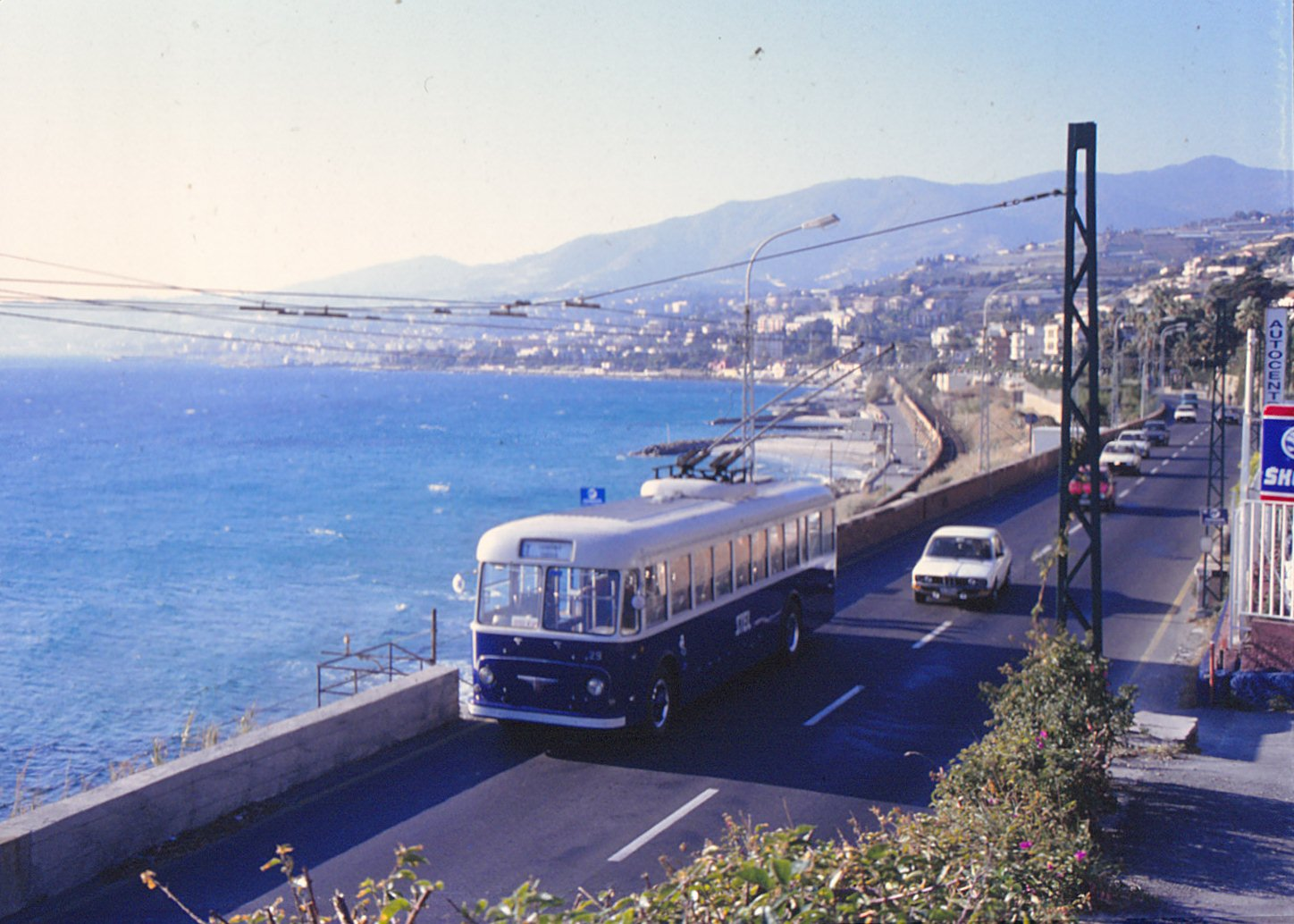
La ville de San Remo, en Ligurie

- distance : 1 509 km dont 779 km sur 35 épreuves spéciales (36 épreuves initialement prévues)
- surface : asphalte (91 %) et terre (9 %)
- Parcours divisé en deux étapes[5]

### Première étape
- San Remo - San Remo, du 6 au 7 octobre
- distance : 939 km dont 472 km sur 25 épreuves spéciales (26 épreuves initialement prévues, 9e spéciale annulée)

### Deuxième étape
- San Remo - San Remo, du 8 au 9 octobre
- distance : 570 km dont 307 km sur 10 épreuves spéciales

## Les forces en présence
- Lancia

La Scuderia Lancia a engagé trois Stratos HF groupe 4. Pour cette épreuve nécessitant une bonne souplesse du moteur, le V6 24 soupapes de 2400 cm3, monté en position centrale arrière, a été très légèrement 'dégonflé', développant 265 chevaux dans cette version. Au côté des trois voitures officielles pilotées par Sandro Munari, Björn Waldegård et Raffaele Pinto, trois Stratos privées sont engagées (versions 12 soupapes, 240 chevaux), dont celles d'Antonio Fassina (inscrit sous le diminutif de 'Tony') et de Carlo Bianchi qui se disputent le titre de champion d'Italie.
- Opel

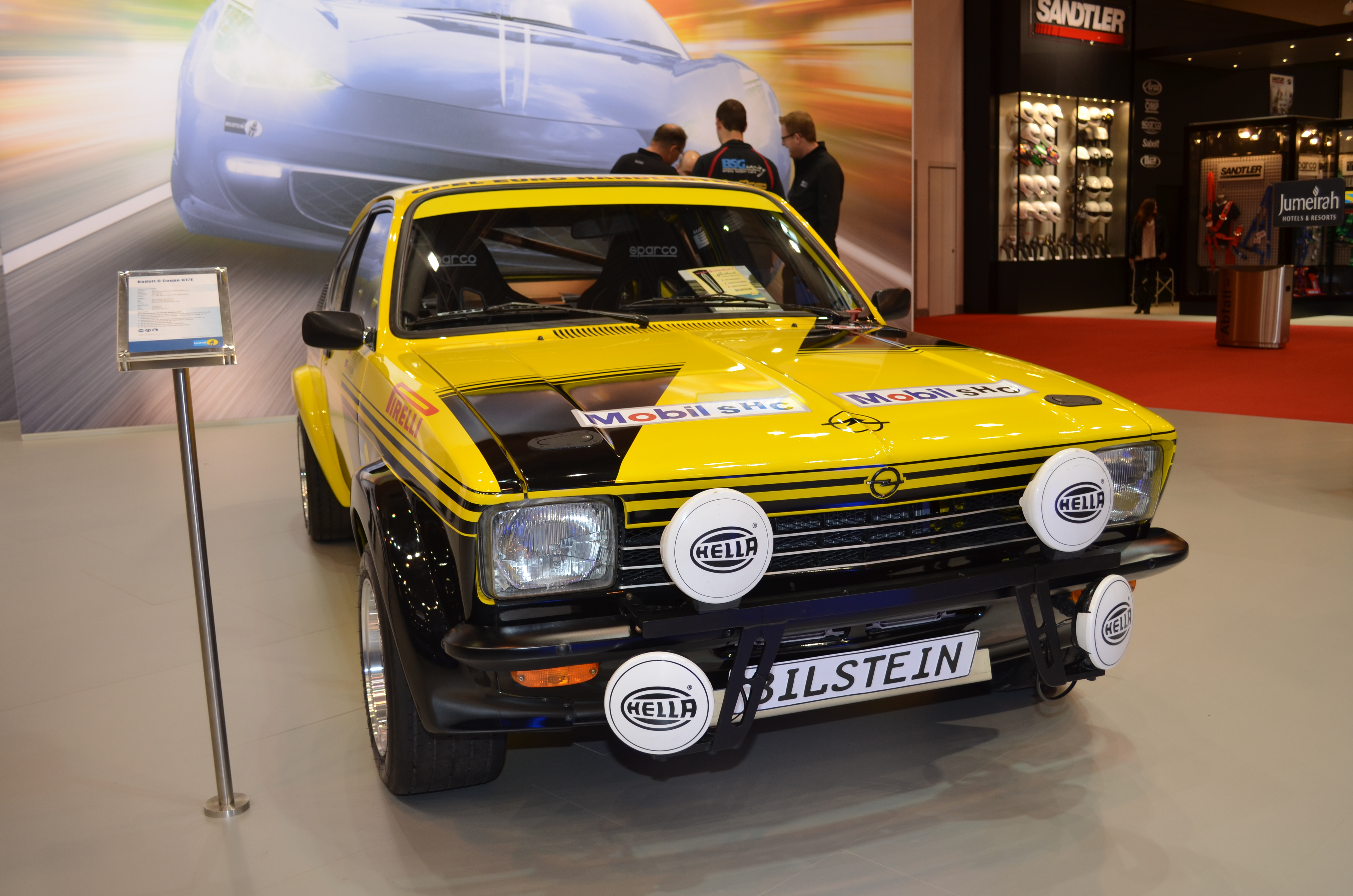
Une Opel Kadett GT/E aux couleurs de l'Euro Händler Team.

Le constructeur allemand, qui possède une petite chance de jouer le titre mondial face à Lancia, a engagé deux Kadett GT/E groupe 4 (moteur quatre cylindres deux litres), sous la bannière de l'Euro Händler Team. Walter Röhrl dispose d'une version à injection et seize soupapes (240 chevaux), Jean-Pierre Nicolas d'une version à carburateurs et huit soupapes (215 chevaux). De nombreuses Kadett et Ascona privées sont également présentes, pour la plupart préparées par Virgile Conrero. Parmi les plus en vue, l'ancien vainqueur Amilcare Ballestrieri dispose d'une Kadett groupe 4 (version à injection, huit soupapes, 215 chevaux), tandis que Federico Ormezzano vise la victoire en groupe 2. Également sur Kadett GT/E, Angelo Presotto et 'Lucky' s'affronteront en groupe 1.
- Fiat

Fiat a engagé quatre 131 Abarth groupe 4 pour Markku Alén (récent vainqueur des 1000 lacs), Maurizio Verini, Fulvio Bacchelli et Roberto Cambiaghi. Ces voitures pèsent un peu moins d'une tonne, leur moteur deux litres seize soupapes développant 225 chevaux. Deux anciennes 124 Abarth sont également présentes aux mains de pilotes privés.
- Alpine

Le constructeur dieppois ne dispute pas le championnat du monde cette saison. Quatre Alpine très affûtées sont cependant au départ aux mains de pilotes privées : deux A310 groupe 4 (moteur préparé par Mignotet, 200 chevaux) pour Francis Vincent et Michèle Mouton, ainsi que deux berlinettes A110 groupe 4 (180 chevaux) pour 'Siroco' et Frantz Hummel.
- Porsche

De nombreuses Porsche privées sont au départ, dont celles de Christian Gardavotet d'Alberto Brambilla qui vont se disputer la victoire en groupe 3.

## Déroulement de la course

### Première étape
Les 133 équipages s'élancent de Sanremo le mercredi après-midi. Dès la première épreuve chronométrée, le duel entre Sandro Munari et Björn Waldegård, tous deux sur Lancia Stratos, se dessine. Sur les 47 kilomètres que compte la spéciale inaugurale de Passo Ghimbegna, le pilote italien, malgré des réglages imparfaits, devance de six secondes son coéquipier suédois, gêné par un flottement dans la direction. Les deux hommes comptent déjà plus d'une demi-minute d'avance sur la Fiat de Maurizio Verini, troisième, qui a devancé la troisième Stratos officielle de Raffaele Pinto, aux prises avec des ennuis de carburation. Francis Vincent (Alpine A310) a perdu plus de cinq minutes à cause d'unce crevaison sur la portion en terre. La seconde spéciale permet à Waldegård de prendre la tête, mais la lutte entre les deux hommes de pointe de la Scuderia Lancia reste très serrée. Munari reprend l'avantage au cours de la cinquième épreuve, et au col San Bernardo, à la première neutralisation, seulement huit secondes séparent les deux hommes de tête, qui survolent la course. Pinto, troisième, compte près d'une minute de retard, il devance désormais Verini qui a écopé d'une minute de pénalisation, ayant perdu du temps au point d’assistance à cause d'un problème de batterie. Beaucoup d'abandons ont marqué ce début de course, les deux Opel officielles de Walter Röhrl et Jean-Pierre Nicolas étant éliminées dès la troisième spéciale, moteurs cassés, tandis que chez Fiat Markku Alén est violemment sorti de la route dans la seconde épreuve. Michèle Mouton (Alpine A310) a également renoncé à la suite d'une sortie de route, tout comme Carlo Bianchi (Lancia Stratos).
Chez Lancia, dont l'objectif est de classer toutes ses voitures devant les nombreuses Opel privées restant en course afin de prendre le large au championnat du monde, on s'inquiète de l'issue du duel que se livrent Munari et Waldegård. Le directeur sportif Cesare Fiorio ne donne cependant aucune consigne à ce stade de la course, et ces deux pilotes continuent leur lutte, le pilote suédois reprenant bientôt l'avantage au cours de la nuit. L'écart entre les deux leaders reste serré, et en fin d'étape Munari repasse en tête. Peu après, Fiorio demande aux deux hommes de lever le pied afin d'assurer la victoire de l'équipe. Malgré cette directive, le rythme reste très élevé, et Munari regagne San Remo avec une vingtaine de secondes d'avance sur Waldegård. Respectivement troisième et quatrième, Verini et Pinto, retardés par des problèmes mécaniques, ont tous deux subi de lourdes pénalisations et sont relégués à plus de dix minutes des hommes de tête. Ils devancent la Stratos privée de 'Tony', désormais assuré du titre de champion d'Italie après le retrait de Bianchi. Fulvio Bacchelli n'a pu achever l'étape : alors qu'il occupait la cinquième position, il est sorti de la route dans le col d'Oggia à la suite d'une défaillance de direction de sa Fiat 131 Abarth. Son coéquipier Cambiaghi a quant à lui renoncé dans la dernière spéciale (autobloquant cassé), il ne reste plus qu'une seule Fiat officielle (celle de Verini) en course. Alors qu'il était remonté à la huitième place, Vincent a également dû abandonner, boîte de vitesses cassée. 68 équipages ont terminé l'étape, mais seuls les 60 premiers seront autorisés à disputer la seconde.

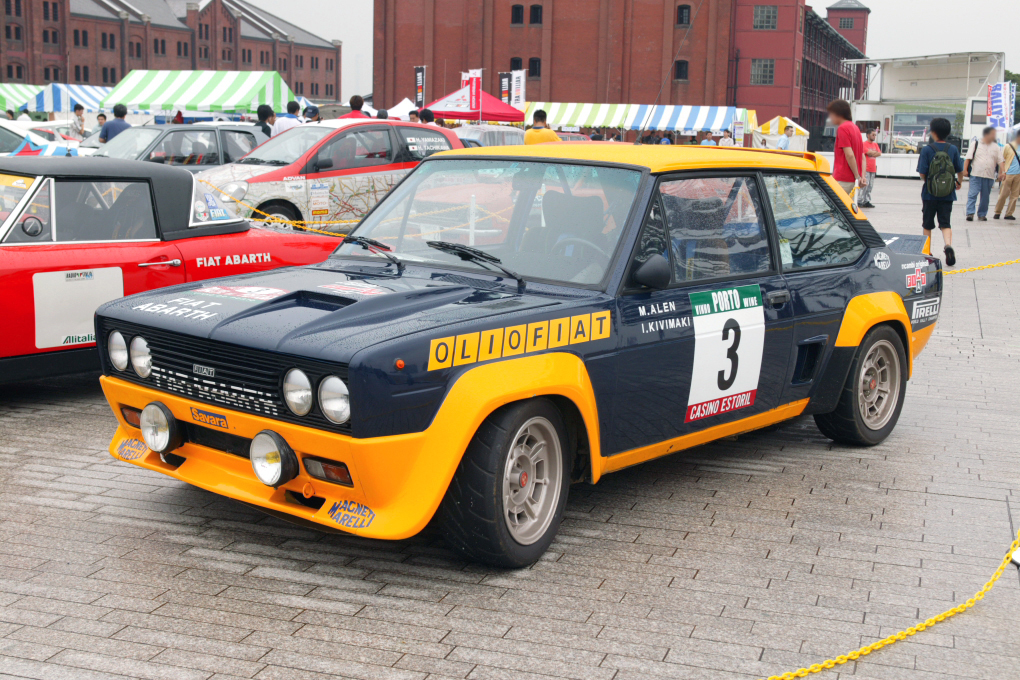
Une 131 Abarth groupe 4 semblable à celle de Verini, seul rescapé de l'équipe officielle Fiat au terme de la première étape.

| Pos. | Pilote                | Copilote            | Voiture                | Groupe | Temps           | Écart         |
| ---- | --------------------- | ------------------- | ---------------------- | ------ | --------------- | ------------- |
| 1    | Sandro Munari         | Silvio Maiga        | Lancia Stratos HF      | 4      | 5 h 51 min 55 s |               |
| 2    | Björn Waldegård       | Hans Thorszelius    | Lancia Stratos HF      | 4      | 5 h 52 min 16 s | + 21 s        |
| 3    | Maurizio Verini       | 'Ninni' Russo       | Fiat 131 Abarth        | 4      | 6 h 02 min 44 s | + 10 min 49 s |
| 4    | Raffaele Pinto        | Arnaldo Bernacchini | Lancia Stratos HF      | 4      | 6 h 08 min 46 s | + 16 min 51 s |
| 5    | 'Tony'                | Mauro Mannini       | Lancia Stratos HF      | 4      | 6 h 10 min 36 s | + 18 min 41 s |
| 6    | Livio Lorenzelli      | Mario Necco         | Fiat 124 Abarth Spider | 4      | 6 h 26 min 16 s | + 34 min 21 s |
| 7    | Amilcare Ballestrieri | Sergio Maiga        | Opel Kadett GT/E       | 4      | 6 h 26 min 58 s | + 35 min 03 s |
| 8    | Federico Ormezzano    | 'Rudy'              | Opel Kadett GT/E       | 2      | 6 h 29 min 14 s | + 37 min 19 s |
| 9    | Alberto Brambilla     | Gianpiero Bertocci  | Porsche Carrera RS     | 3      | 6 h 38 min 34 s | + 46 min 39 s |
| 10   | 'Lucky'               | Giovanni Braito     | Opel Kadett GT/E       | 1      | 6 h 40 min 02 s | + 48 min 07 s |
| 11   | Christian Gardavot    | Danièle Roux        | Porsche Carrera RS     | 3      | 6 h 41 min 05 s | + 49 min 10 s |

### Deuxième étape
Les 60 meilleurs équipages repartent de San Remo le vendredi soir. Dix spéciales sont au programme de cette deuxième étape, entièrement nocturne, et dans l'équipe Lancia Munari et Waldegård ont reçu pour consigne de se maintenir à égalité au cours des neuf premières, la dernière devant déterminer le vainqueur ! Pinto doit quant à lui essayer de rattraper Verini (qui compte six minutes d'avance sur lui) afin d'assurer le triplé de la marque. Le programme se déroule comme prévu pour la Scuderia : sans attaquer, Waldegård et Munari contrôlent la course, échangeant leurs positions au fil des épreuves. À l'issue de l'avant dernière spéciale, le pilote suédois est en tête avec seulement quatre secondes d'avance sur son coéquipier italien. Verini étant sorti de la route dans l'épreuve de Passo Teglia, Pinto est désormais troisième, à huit minutes des leaders, loin devant la Stratos privée de 'Tony'. Comme convenu, au départ du dernier secteur chronométré, Waldegård attend quatre secondes avant de s'élancer, afin d'être à égalité avec Munari. Le Suédois va rattraper ce handicap, les deux hommes réalisant le même temps record. Waldegård remporte l'épreuve pour la seconde fois consécutive, devant Munari, Pinto et 'Tony'. C'est un magnifique quadruplé pour Lancia qui porte son avance sur Opel (cinquième grâce à la belle prestation d'Amilcare Ballestrieri) à 32 points.

### Classements intermédiaires
Classements intermédiaires des pilotes après chaque épreuve spéciale

### Classement général

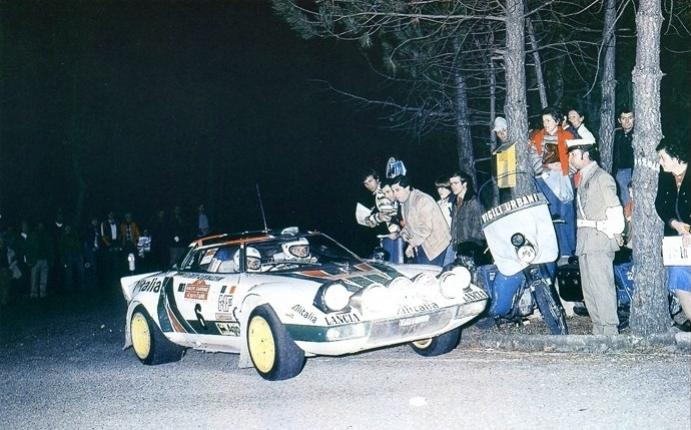
Quatre Stratos aux quatre premières places, c'est un triomphe pour la Scuderia Lancia ; ici la voiture de Pinto, troisième.

| Pos | No | Pilote                | Copilote            | Voiture                | Temps            | Écart             | Groupe |
| --- | -- | --------------------- | ------------------- | ---------------------- | ---------------- | ----------------- | ------ |
| 1   | 4  | Björn Waldegård       | Hans Thorszelius    | Lancia Stratos HF      | 10 h 27 min 40 s |                   | 4      |
| 2   | 1  | Sandro Munari         | Silvio Maiga        | Lancia Stratos HF      | 10 h 27 min 44 s | + 4 s             | 4      |
| 3   | 6  | Raffaele Pinto        | Arnaldo Bernacchini | Lancia Stratos HF      | 10 h 37 min 13 s | + 9 min 33 s      | 4      |
| 4   | 11 | 'Tony'                | Mauro Mannini       | Lancia Stratos HF      | 10 h 59 min 22 s | + 31 min 42 s     | 4      |
| 5   | 3  | Amilcare Ballestrieri | Sergio Maiga        | Opel Kadett GT/E       | 11 h 13 min 46 s | + 46 min 06 s     | 4      |
| 6   | 14 | Livio Lorenzelli      | Mario Necco         | Fiat 124 Abarth Spider | 11 h 20 min 29 s | + 52 min 49 s     | 4      |
| 7   | 16 | Federico Ormezzano    | 'Rudy'              | Opel Kadett GT/E       | 11 h 35 min 51 s | + 1 h 08 min 11 s | 2      |
| 8   | 21 | 'Lucky'               | Giovanni Braito     | Opel Kadett GT/E       | 11 h 48 min 42 s | + 1 h 21 min 02 s | 1      |
| 9   | 72 | Christian Gardavot    | Danièle Roux        | Porsche Carrera RS     | 11 h 55 min 32 s | + 1 h 27 min 52 s | 3      |
| 10  | 19 | Angelo Presotto       | Maurizio Perissinot | Opel Kadett GT/E       | 11 h 58 min 03 s | + 1 h 30 min 23 s | 1      |

### Hommes de tête
- ES1 :  Sandro Munari -  Silvio Maiga (Lancia Stratos HF)
- ES2 à ES4 :  Björn Waldegård -  Hans Thorszelius (Lancia Stratos HF)
- ES5 à ES9 :  Sandro Munari -  Silvio Maiga (Lancia Stratos HF)
- ES10 à ES21 :  Björn Waldegård -  Hans Thorszelius (Lancia Stratos HF)
- ES22 à ES26 :  Sandro Munari -  Silvio Maiga (Lancia Stratos HF)
- ES27 à ES29 :  Björn Waldegård -  Hans Thorszelius (Lancia Stratos HF)
- ES30 à ES31 :  Sandro Munari -  Silvio Maiga (Lancia Stratos HF)
- ES32 :  Björn Waldegård -  Hans Thorszelius (Lancia Stratos HF)
- ES33 :  Sandro Munari -  Silvio Maiga (Lancia Stratos HF)
- ES34 à ES36 :  Björn Waldegård -  Hans Thorszelius (Lancia Stratos HF)

### Vainqueurs d'épreuves spéciales
- Sandro Munari -  Silvio Maiga (Lancia Stratos HF) : 15 spéciales (ES 1, 6, 7, 11, 12, 14, 19 à 24, 29, 35, 36)
- Björn Waldegård -  Hans Thorszelius (Lancia Stratos HF) : 13 spéciales (ES 2, 8, 10, 13, 14, 16 à 18, 20, 25, 34 à 36)
- Raffaele Pinto -  Arnaldo Bernacchini (Lancia Stratos HF) : 9 spéciales (ES 3 à 5, 15, 27, 30 à 33)
- Maurizio Verini -  'Ninni' Russo (Fiat 131 Abarth) : 4 spéciales (ES 12, 15, 26, 28)

## Résultats des principaux engagés
| No | Pilote                | Copilote             | Voiture                | Groupe | Classement général                               | Class. groupe | Pénalisations     |
| -- | --------------------- | -------------------- | ---------------------- | ------ | ------------------------------------------------ | ------------- | ----------------- |
| 1  | Sandro Munari         | Silvio Maiga         | Lancia Stratos HF      | 4      | 2e à 4 s                                         | 2e            |                   |
| 2  | Markku Alén           | Ilkka Kivimäki       | Fiat 131 Abarth        | 4      | ab. dans la 2e spéciale (accident)               | -             |                   |
| 3  | Amilcare Ballestrieri | Sergio Maiga         | Opel Kadett GT/E       | 4      | 5e à 46 min 06 s                                 | 5e            | 2 min (1re étape) |
| 4  | Björn Waldegård       | Hans Thorszelius     | Lancia Stratos HF      | 4      | 1er                                              | 1er           |                   |
| 5  | Jean-Pierre Nicolas   | Vincent Laverne      | Opel Kadett GT/E       | 4      | ab. après la 3e spéciale (arbre à cames)         | -             |                   |
| 6  | Raffaele Pinto        | Arnaldo Bernacchini  | Lancia Stratos HF      | 4      | 3e à 9 min 33 s                                  | 3e            | 8 min (1re étape) |
| 7  | Fulvio Bacchelli      | Francesco Rossetti   | Fiat 131 Abarth        | 4      | ab. dans la 20e spéciale (accident)              | -             | 1 min (1re étape) |
| 8  | Walter Röhrl          | Willy-Peter Pitz     | Opel Kadett GT/E       | 4      | ab. après la 3e spéciale (piston crevé)          | -             |                   |
| 9  | Maurizio Verini       | 'Ninni' Russo        | Fiat 131 Abarth        | 4      | 43e - ab. dans la 29e spéciale (sortie de route) | -             | 6 min (1re étape) |
| 10 | 'Siroco'              | Manólis Makrinos     | Alpine A110 1800       | 4      | ab. dans la 19e spéciale (moteur)                | -             |                   |
| 11 | 'Tony'                | Mauro Mannini        | Lancia Stratos HF      | 4      | 4e à 31 min 42 s                                 | 4e            |                   |
| 12 | Roberto Cambiaghi     | Emanuele Sanfront    | Fiat 131 Abarth        | 4      | ab. dans la 26e spéciale (pont autobloquant)     | -             |                   |
| 14 | Livio Lorenzelli      | Mario Necco          | Fiat 124 Abarth Spider | 4      | 6e à 52 min 49 s                                 | 6e            |                   |
| 15 | Carlo Bianchi         | Marco Mannini        | Lancia Stratos HF      | 4      | ab. dans la 3e spéciale (accident)               | -             |                   |
| 16 | Federico Ormezzano    | 'Rudy'               | Opel Kadett GT/E       | 2      | 7e à 1 h 08 min 11 s                             | 1er           |                   |
| 19 | Angelo Presotto       | Maurizio Perissinot  | Opel Kadett GT/E       | 1      | 10e à 1 h 30 min 23 s                            | 2e            |                   |
| 21 | 'Lucky'               | Giovanni Braito      | Opel Kadett GT/E       | 1      | 8e à 1 h 21 min 02 s                             | 1er           |                   |
| 22 | Francis Vincent       | Christian Delferrier | Alpine A310            | 4      | ab. dans la 18e spéciale (boîte de vitesses)     | -             |                   |
| 31 | Michèle Mouton        | 'Biche'              | Alpine A310            | 4      | ab. après la 3e spéciale (radiateur crevé)       | -             |                   |
| 32 | Alberto Brambilla     | Gianpiero Bertocci   | Porsche Carrera RS     | 3      | ab. dans la 2e étape (demi-arbre)                | -             |                   |
| 72 | Christian Gardavot    | Danièle Roux         | Porsche Carrera RS     | 3      | 9e à 1 h 27 min 52 s                             | 1er           |                   |

## Classement du championnat à l'issue de la course
- attribution des points : 20, 15, 12, 10, 8, 6, 4, 3, 2, 1 respectivement aux dix premières marques de chaque épreuve (sans cumul, seule la voiture la mieux classée de chaque constructeur marque des points)
- seuls les sept meilleurs résultats (sur dix épreuves) sont retenus pour le décompte final des points.

| Pos. | Marque         | Points | M-C | SUE | POR | SAF | ACR | MAR | FIN | SAN | COR | RAC |
| ---- | -------------- | ------ | --- | --- | --- | --- | --- | --- | --- | --- | --- | --- |
| 1    | Lancia         | 82     | 20  | 10  | 20  | -   | -   | 12  | -   | 20  |     |     |
| 2    | Opel           | 50     | 10  | 12  | 12  | -   | 8   | -   | -   | 8   |     |     |
| 3    | Datsun         | 36     | -   | -   | 6   | 4   | 20  | -   | 6   | -   |     |     |
| 4    | Fiat           | 32     | 6   | -   | -   | -   | -   | -   | 20  | 6   |     |     |
| 5    | Peugeot        | 30     | -   | -   | -   | 10  | -   | 20  | -   | -   |     |     |
| 6    | Saab           | 28     | -   | 20  | -   | -   | -   | -   | 8   | -   |     |     |
| 7    | Toyota         | 27     | -   | -   | 15  | -   | -   | -   | 12  | -   |     |     |
| 7=   | Ford           | 27     | 8   | -   | 4   | -   | -   | -   | 15  | -   |     |     |
| 9    | Mitsubishi     | 20     | -   | -   | -   | 20  | -   | -   | -   | -   |     |     |
| 10   | Alpine-Renault | 15     | -   | -   | -   | -   | 15  | -   | -   | -   |     |     |
| 11   | Alfa Romeo     | 12     | 1   | -   | -   | 1   | 10  | -   | -   | -   |     |     |
| 12   | Citroën        | 10     | -   | -   | -   | -   | -   | 10  | -   | -   |     |     |
| 13   | Lada           | 6      | -   | -   | -   | -   | 6   | -   | -   | -   |     |     |
| 13=  | Renault        | 6      | -   | -   | -   | -   | -   | 6   | -   | -   |     |     |
| 13=  | Porsche        | 6      | 4   | -   | -   | -   | -   | -   | -   | 2   |     |     |
| 16   | Volvo          | 4      | -   | 4   | -   | -   | -   | -   | -   | -   |     |     |
| 16=  | BMW            | 4      | -   | -   | -   | -   | 4   | -   | -   | -   |     |     |
| 18   | Mazda          | 3      | -   | -   | 3   | -   | -   | -   | -   | -   |     |     |
| 18=  | Volkswagen     | 3      | -   | -   | -   | -   | 3   | -   | -   | -   |     |     |
| 20   | Wartburg       | 1      | -   | -   | -   | -   | 1   | -   | -   | -   |     |     |